# Hisham Geneina
Hisham Geneina est un consultant et juge égyptien, il était l'un des symboles du mouvement d'indépendance judiciaire, et il a également été président de la cour d'appel du Caire. 
Mohamed Morsi a publié un décret le 6 septembre 2012 le nommant à la tête de l'Organisme central d'audit avec rang de ministre pour une période de 4 ans. Ce poste est directement soumis à la présidence de la république, car le poste étant vacant depuis la démission de Jawdat Al-Malt en mars 2011, Munira Ahmed a assumé le poste d'intérimaire jusqu'à ce que le décret républicain soit publié.
Le 28 mars 2016, Al-Sissi a rendu une décision de le démettre de ses fonctions, et sa révocation est intervenue après que la Chambre des représentants a approuvé une loi adoptée par Abdel Fattah Al-Sisi en juillet 2015, accordant au président le pouvoir de révoquer les chefs d’organes de contrôle indépendants.
Hisham Geneina a intenté une action en justice auprès du tribunal administratif du Conseil d'État pour faire cesser la mise en œuvre de la décision de licenciement.

## Élections présidentielles égyptiennes de 2018
Le lieutenant-général Sami Hafez Anan a annoncé sa candidature à la présidence le 12 janvier 2018 et une vidéo a été publiée dans laquelle Annan annonce sa candidature à l'élection présidentielle égyptienne de 2018 le 19 janvier 2018.
Anan a évoqué la « formation d'un noyau civique » pour le système de présidence, dans lequel il a mentionné Hisham Geneina comme adjoint aux droits de l'homme et à la promotion de la transparence, et Hazem Hosni, professeur d'économie et de sciences politiques à l'Université du Caire, comme adjoint à la connaissance révolution et autonomisation politique et économique.
En conséquence, Geneina a été exposée à un accident avec une arme blanche et un morceau de fer, ce qui a entraîné des blessures à la jambe gauche et à la jambe gauche. Et après la décision de saisir l'argent de Sami Anan le 12 février 2018, des déclarations ont été publiées par Geneina, dans lesquelles il menaçait de révéler des secrets condamnant le régime actuel et l'armée en cas de liquidation d'Anan. À la suite de ces déclarations, Hisham Geneina a été arrêté le 13 février 2018.

## Peine de prison
En avril 2018, il a été condamné à 5 ans de prison pour « insulte à l'armée », peine qui a été confirmée en mars 2019.